# Charles O. Andrews

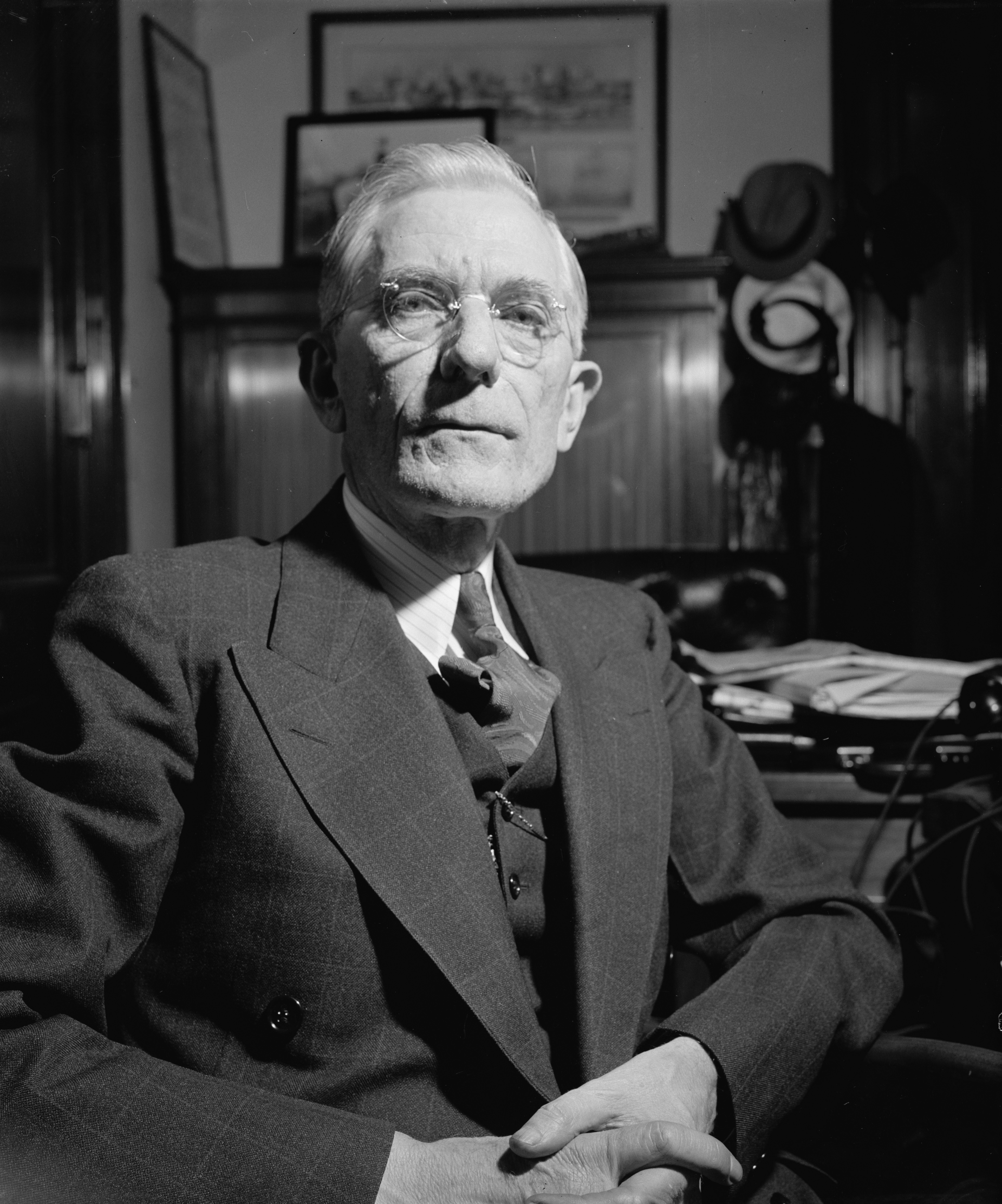
Charles O. Andrews

Charles Oscar Andrews, född 7 mars 1877 i Holmes County, Florida, död 18 september 1946 i Washington, D.C., var en amerikansk demokratisk politiker och jurist. Han representerade delstaten Florida i USA:s senat från 4 november 1936 fram till sin död.
Andrews tjänstgjorde i Floridas nationalgarde under spansk-amerikanska kriget. Han studerade vid University of Florida. Han inledde 1907 sin karriär som advokat i Florida. Han arbetade som domare i Walton County, Florida 1910-1911. Han arbetade sedan som delstatens biträdande justitieminister 1912-1919 och därefter igen som domare fram till 1925.
Senator Park Trammell avled 1936 i ämbetet och Scott Loftin blev utnämnd till senaten fram till fyllnadsvalet senare samma år. Andrews vann fyllnadsvalet och omvaldes 1940.
Andrews grav finns på Greenwood Cemetery i Orlando, Florida.